# La Vieta
La Vieta va ser la línia de ferrocarril de via estreta que unia les localitats de Carcaixent i Dénia. Va funcionar des de l’any 1864 fins a l’any 1974
Aquest ferrocarril té els seus orígens l’any 1864, setze anys després que s'inaugurés el primer ferrocarril de la Península Ibèrica i en un context d’expansió de la construcció del ferrocarril a l’Estat espanyol i a Europa. El projecte va ser concebut per l’enginyer Alcalá de Olmo amb l’objectiu de cobrir les necessitats de transport de l’època. Amb una planificació inicial de 37,5 km entre Carcaixent i Gandia, es tractava d’un tren de tracció animal amb 30 cavalls, i una particular amplada de via de 1380 mm.
Va ser l’empresa “Tram-vía de Carcagente a Gandía y Dénia” qui va inaugurar el tram a Gandia, venent-se en 1883 al Ferrocarril Almansa a València i Tarragona, i el 1891, a la Compañía del Norte. Sota aquesta empresa es va prolongar fins a Dénia, ja amb tracció a vapor i ample mètric.
La línia tenia, sobretot, una funció comercial, ja que permetia l’exportació de cítrics (especialment, taronges) als ports de Dénia i Gandia, i va ser de gran importància per a la República durant la Guerra Civil. Més endavant, va servir per a fomentar el turisme a la província.
Amb la nacionalització de Norte, la línia, d’ample mètric, va passar a mans de Explotación de Ferrocarriles por el Estado, que, el 1964, donaria pas a FEVE. Davant la creixent competència del transport per carretera, es va idear un pla de reforma de la via, pel qual el 1969 es va tancar el tram de Carcaixent a Tavernes, permetent reutilitzar la plataforma des d’allí a Gandia per muntar una via d’ample ibèric que portés Renfe Rodalies des de València. Els nous trens van arribar el 1972, però sense continuar fins a Dénia, tancant-se la resta del traçat el 1974.
L’antiga estació del tren de Dénia és l’edifici més destacat de tota la línia. Situada a pocs metres de la terminal del Trenet de la Marina, la línia d’ample mètric de FGV que arriba a Alacant, acull ara el Museu del Joguet, en homenatge a una ciutat que va arribar a comptar amb nombroses fàbriques al S. XX.
Actualment, el traçat entre Dénia i Gandia configura la Via Verda de Dénia, amb altres trams també convertits en senderes com la Via Verda de la Safor, al sud de Gandia, i la de L’Antic Trenet, entre Carcaixent i Tavernes de la Valldigna.
Hi ha nombrosos projectes per reobrir una connexió entre Gandia i Dénia, ja sigui en forma de Tren de la Costa, o de tren-tram finançat per la Generalitat Valenciana. L'últim intent, de 2023, va ser retirat el 2024, a l'espera de consensuar una solució amb el Ministeri.